# کاکایی سرخاکستری

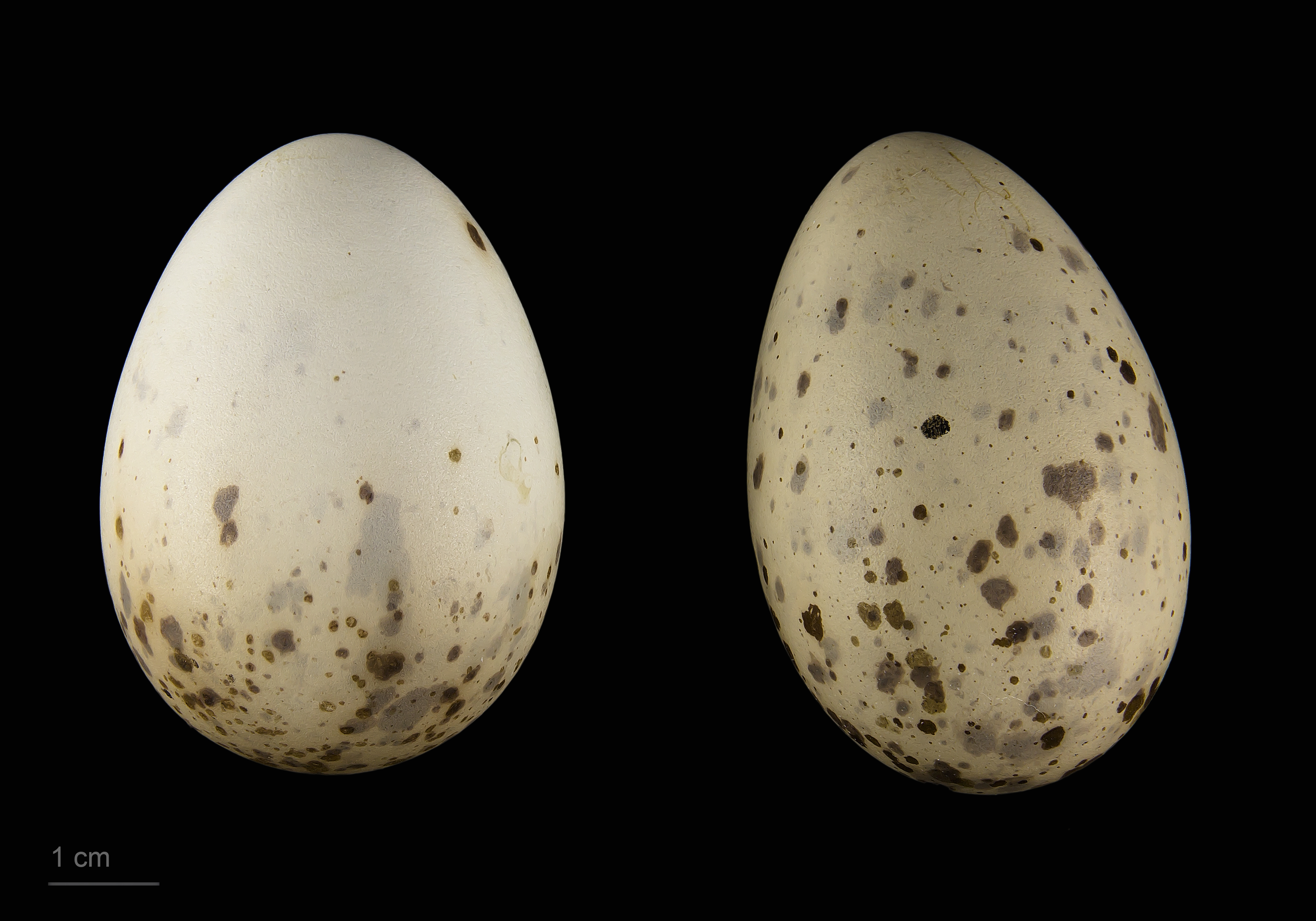
Chroicocephalus cirrocephalus

کاکایی سرخاکستری (نام علمی: Chroicocephalus cirrocephalus) نام یک گونه از سرده مرغ‌های نوروزی رنگین‌سر است.